# Una batalla tras otra
Una batalla tras otra (en inglés: One Battle After Another) es una próxima película estadounidense dirigida y escrita por Paul Thomas Anderson y basada en la novela Vineland del escritor norteamericano Thomas Pynchon. Está protagonizada por Leonardo DiCaprio, Regina Hall, Sean Penn, Alana Haim, Teyana Taylor y Wood Harris. La película está programada para ser estrenada el 8 de agosto de 2025 por Warner Bros. Pictures.

## Reparto
- Leonardo DiCaprio
- Benicio del Toro
- Regina Hall
- Sean Penn
- Alana Haim
- Teyana Taylor
- Wood Harris
- Shayna Mc Hayle
- Chase Infiniti

## Producción
En junio de 2023, surgieron informes que indicaban que la próxima película de Paul Thomas Anderson, que se rumoreaba que estaría protagonizada por Joaquin Phoenix, Viggo Mortensen y Regina Hall, había encontrado su hogar en Warner Bros. Pictures. 

### Fundición
En enero de 2024, se confirmó que Leonardo DiCaprio, Sean Penn y Hall protagonizarían, y la fotografía principal está programada para comenzar más adelante ese año en California.  En febrero de 2024, se anunció que Alana Haim, Teyana Taylor, Wood Harris, Shayna McHayle y Chase Infiniti se unirían al elenco de la película.  DiCaprio ganó 20 millones de dólares por su papel. 

### Rodaje
El 22 de enero la producción había comenzado en Cutten. La película, bajo el título provisional BC Project, se filmó durante 11 días en todo el condado de Humboldt, en Eureka, Arcata, Cutten y Trinidad. El 3 de febrero, la producción se trasladó a Sacramento, con el rodaje en el Edificio de Administración del Condado de Sacramento y en el Palacio de Justicia del Condado de Sacramento. Se generó cierta controversia cuando se despejó un campamento para personas sin hogar para permitir la filmación.

## Estreno
La película sin título se estrenará el 8 de agosto de 2025. Será la primera de las películas de Anderson que se estrenará en IMAX.